# قاضي التحقيق
قاضي التحقيق: هو الشخص الذي يوكل من القضاء أو النيابة العامة للتحقيق في القضية ما ، وهذا لمعرفة هل الفعل الذي أرتكب من قبل شخص يعتبر جريمة أو لا و تكييفها . و يعين قاضي التحقيق من بين القضاة المحكمة التي وقعت الجريمة في دائرتها.